# Une rousse obstinée
Pour plus de détails, voir Fiche technique et Distribution.
Une rousse obstinée (The Reformer and the Redhead) est un film américain en noir et blanc de Melvin Frank et Norman Panama, sorti en 1950.

## Synopsis
Kathleen Maguire est la fille d'un gardien de zoo de longue date, le Dr Kevin G. Maguire, qui est renvoyé de son poste pour des raisons politiques. Kathleen demande l'aide d'un jeune avocat, Andrew Rockton Hale...

## Fiche technique
- Titre : Une rousse obstinée
- Titre original : The Reformer and the Redhead
- Réalisation : Melvin Frank et Norman Panama
- Scénario : Melvin Frank et Norman Panama d’après une histoire de Robert Carson (en)
- Photographie : Ray June
- Montage : George White
- Musique : David Raksin
- Direction artistique : William Ferrari et Cedric Gibbons
- Décorateur de plateau : Edwin B. Willis
- Costumes : Helen Rose
- Production : Melvin Frank et Norman Panama
- Société de production et de distribution : Metro-Goldwyn-Mayer
- Pays d'origine : États-Unis
- Langue : anglais
- Format : noir et blanc - 35 mm (procédé sphérique) - 1,37:1 - Son : Monophonique (Western Electric Sound System)
- Genre: Comédie romantique
- Durée : 90 minutes
- Dates de sortie :
  - États-Unis : 5 mai 1950
  - France : 18 mai 1951

## Distribution
- June Allyson : Kathy Maguire
- Dick Powell : Andy Hale
- David Wayne : Artie Maxwell
- Cecil Kellaway : Dr Maguire
- Ray Collins : Commodore Parker
- Robert Keith : Tim Harveigh
- Marvin Kaplan : Leon
- Kathleen Freeman : Lily Rayton Parker
- Wally Maher : Jerry Nolard Boyle
- Alex Gerry : Jim Michell
- Charles Evens : M. Eberle
- Paul Maxey : Thompson

Acteurs non crédités
- Mae Clarke : Une dame
- John Hamilton : Un capitaine de police
- Frank Sully : Le policier Joe
- Charles Wagenheim : Un employé du zoo